# 長野県下伊那農業高等学校
長野県下伊那農業高等学校（ながのけん しもいなのうぎょうこうとうがっこう）は、長野県飯田市鼎名古熊にある公立高等学校。略称は「下農」（しものう）。文化祭は「稲丘祭」と称し、その名称は地名に由来する。

## 沿革
- 1920年5月22日 - 下伊那郡立下伊那農学校として開校。
- 1948年4月 - 学制改革により、長野県下伊那農業高等学校となる。
- 1951年4月1日 - 長野県阿南高等学校へ定時制6分校を移管。
- 1955年4月1日 - 長野県阿智高等学校から根羽分校を移管。
- 1963年4月1日 - 生活科を設置。
- 1986年4月1日 - 農業科の一部を農業機械コースへ組み替え。生活科の一部を食品化学科へ転科。
- 1988年4月1日 - 農業機械コースを農業機械科へ転科。
- 1988年4月27日 - 自動車整備士養成施設の指定を受ける。
- 1997年4月1日 - 農業科を生産流通科へ、園芸科を園芸クリエイト科へ転科。
- 2003年4月1日 - 生産流通科と生活科アグリサービスへ転科。
- 2020年11月 - 創立100周年記念式典。

## 校歌・応援歌
- 校歌（作詞：日夏耿之介 作曲：小松清）

## 交通
- JR飯田線：鼎駅
- 信南交通：下伊那農業高校入口バス停より徒歩5分